# Erebia koliskoi
Erebia koliskoi är en fjärilsart som beskrevs av Karl Schawerda 1922. Erebia koliskoi ingår i släktet Erebia och familjen praktfjärilar. Inga underarter finns listade i Catalogue of Life.